# ثوران إيافيالايوكل 2010

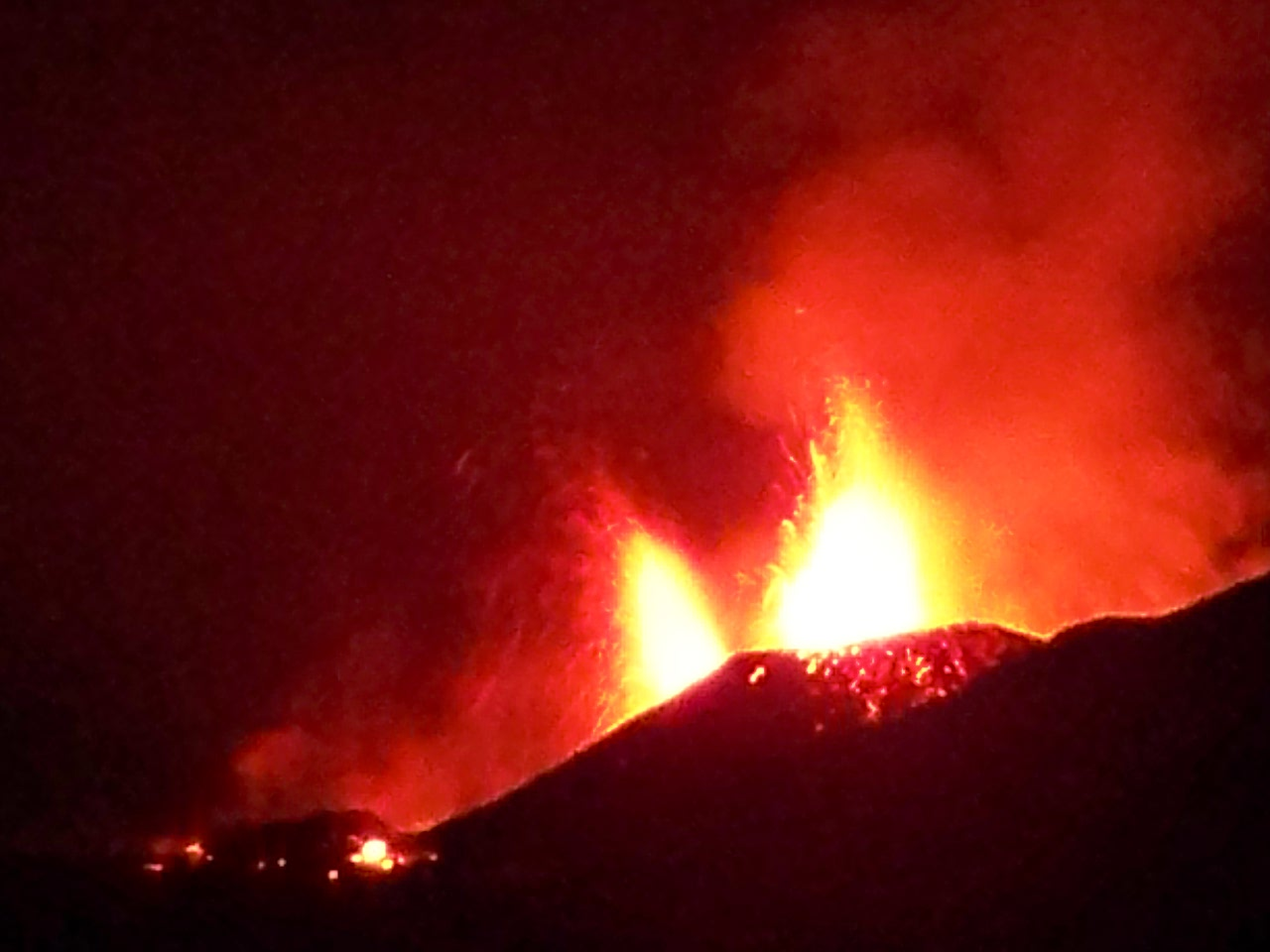
ثورة البركان في 25 مارس 2010

ثوران إيافيالايوكل سنة 2010 (بالآيسلندية: Eldgosið í Eyjafjallajökli 2010)‏، سلسلة من أحداث بركانية وقعت في إيافيالايوكل في آيسلندا. بدأ النشاط الزلزالي في نهاية سنة 2009، وأدى إلى ثوران البركان في 20 مارس 2010. ثم حدث ثوران لاحق في 14 أبريل 2010 على نطاق أوسع وأدى إلى تعطيل السفر الجوي في أوروبا في الفترة من 15 أبريل 2010.
على الرغم من صغر حجم الانفجارات البركانية نسبيا، إلا أنها تسببت في تعطل هائل للحركة الجوية في غرب وشمال أوروبا على مدى ستة أيام في أبريل 2010. ولفترة بسيطة في مايو 2010. وأعلن رسميا عن انتهاء الحالة في أكتوبر 2010.
غطى الرماد الناتج عن الثوران البركاني مساحات واسعة من شمال أوروبا خلال الفترة من 14 وحتى 20 أبريل 2010. أغلقت حوالي 20 دولة مجالها الجوي (الحالة صفر في قواعد التحكم بالحركة الجوية). وتسبب ذلك الإجراء بالتأثير على أكثر من 100,000 مسافر.
بدأ النشاط الزلزالي في نهاية عام 2009 وتزايد تدريجيا حتى يوم 20 مارس 2010، عندما بدأت انفجارات صغيرة صنفت على مقياس التفجر البركاني بدرجة 1.
في 14 أبريل 2010 اندلعت مرحلة ثانية وتكونت سحابة الرماد التي أدت إلى إغلاق معظم المجال الجوي في أوروبا ضمن قواعد الطيران الآلي من 15 حتى 20 أبريل 2010. وبناء على ذلك، تم إلغاء نسبة عالية جدا من الرحلات الجوية من وإلى أوروبا، كأعلى مستوى من اضطراب الحركة الجوية منذ الحرب العالمية الثانية.
المرحلة الثانية من الثوران في 14 أبريل 2010 أسفرت عن انبعاث حوالي 250 مليون متر مكعب من تفرا. ارتفع عمود الرماد إلى ارتفاع حوالي 9 كيلومترات (30,000 قدم)، وجرى قياس القوة التفجيرية للثوران على درجة 4 على مؤشر التفجر البركاني.
وبحلول 21 مايو 2010، هدأت وتيرة الثوران وتوقف خروج الحمم وإنتاج الرماد. مع نشاط زلزالي متزايد.
في أكتوبر 2010، أعلن أرمان هوسكولدسون خبير براكين في معهد علوم الأرض في جامعة آيسلندا، أن الانبعاثات قد توقفت رسميا، على الرغم من أن المنطقة لا تزال نشطة وقد تندلع مرة أخرى.